# Esquí en el Perú

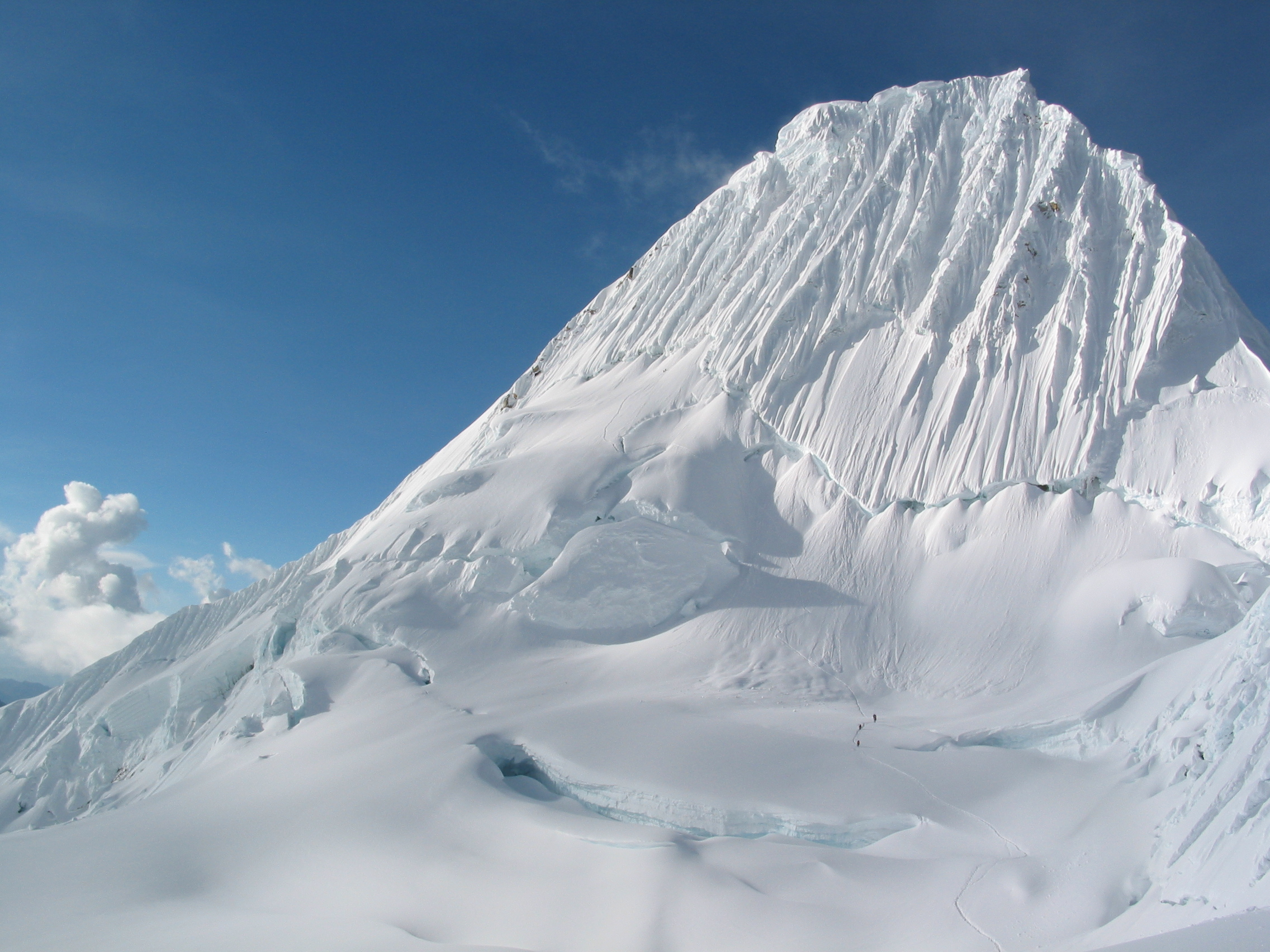
Una zona de esquí de travesía altamente extremo.

El deporte de esquí en Perú es relativamente nuevo. Se concentra en el esquí de montaña, disciplina olímpica reconocida desde el 2019. Excepcionalmente se practica también el esquí freeride, mientras que los clásicos esquí alpino y esquí de fondo recreativos son inexistentes.  

## Zonas de esquí
A causa de la latitud geográfica del Perú, el deporte extremo se concentra en los glaciares de los Andes, encima de los 5.000 metros de altura. Es practicable sobre todo en la Cordillera Blanca en Áncash, donde incluso había competencias de esquí en el nevado Pastoruri. Temporalmente se concentra en los meses de mayo hasta septiembre. La ciudad de Huaraz sirve como centro para practicar el deporte.

### Cordillera Blanca
Los glaciares que han recibido suficiente nieve durante la temporada de invierno entre octubre y marzo, son los más adecuados para el esquí de travesía entre abril y septiembre ya que la nieve caída llega a tapar las grietas por debajo de los 5.500 m s. n. m. y es posible transitarlas, aun así la práctica de este deporte en estas zonas es considerada de riesgo si no se tienen los implementos y preparación adecuada.

#### Nevado Pastoruri
Ubicado a 60 km de Huaraz con acceso directo a automóviles. El glaciar presenta continuo retroceso, por ello el área adecuada para el esquí se ha reducido considerablemente, sin embargo aún sigue practicándose. Se organizan pequeñas competencias de ski y snowboard.

#### Macizo Copa
Ubicado a 10 km de la carretera más cercana y a unos 40 km de Huaraz. Tiene las mesetas de nieve más amplias de la cordillera (8000 hectáreas aprox.) pero para llegar a ellas se tiene que tener un itinerario que comprenda una ardua caminata y montañismo, debido a su altitud (entre 5.500 y 6.000 metros de altura).

#### Nevado Perlilla

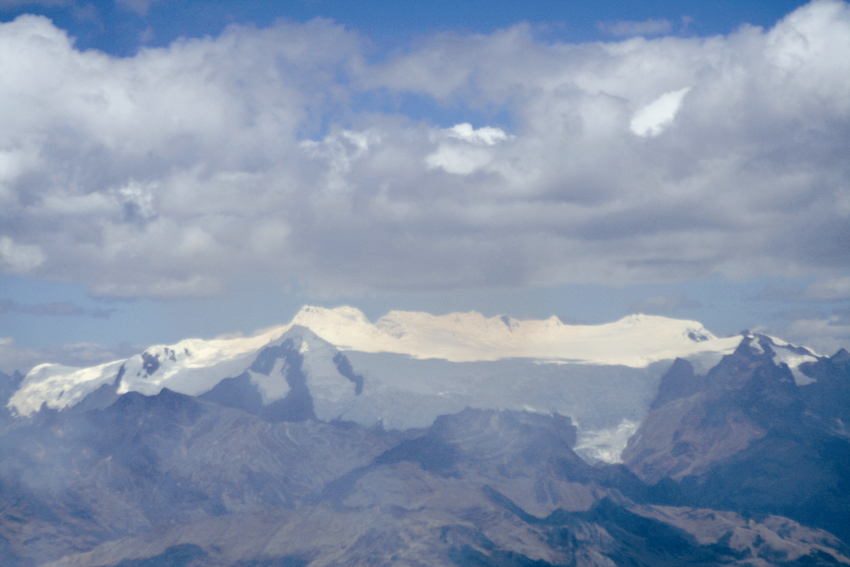
Plataforma mayor del Nevado Perlilla, sus faldas son aptas para los torneos de Ski y Snowboard.

El nevado Perlilla ubicado a 6 km de la carretera más cercana y a unos 20 km de Chacas, tiene un área mayor a 2.000 hectáreas, sus cuestas tienen inclinaciones que no sobrepasan los 45°. Al igual que el anterior, es necesario una caminata y montañismo, pero el nivel de la meseta de nieve se encuentra a solo 4.600 metros de altura.

## Esquí competitivo
Actualmente el Perú cuenta con un pequeño equipo de esquí a nivel de la Federación Internacional de Esquí. Es compuesto por:
- Jérémy Denat Rodríguez, esquí alpino
- Manfred Oettl Reyes, esquí alpino
- Ornella Oettl Reyes, esquí alpino
- Roberto Carcelén, esquí de fondo